# Up, Up and Away
Up, Up and Away (no Brasil: Subir, Subir e Voar) é um filme original do Disney Channel, transmitido pela primeira vez nos Estados Unidos em 22 de janeiro de 2000. O filme é uma comédia/aventura sobre um garoto de uma família de super-heróis que, apesar de não ter nenhum super poder próprio, é chamado para salvar o mundo.
O longa foi visto por mais de 2,6 milhões de espectadores em sua noite de estreia. 

## Sinopse
Scott Marshall (Michael J. Pagan) vem de uma família de super-heróis. Seu pai, Águia de Bronze (Robert Townsend), tem o dom de voar. Sua mãe, Warrior Woman (Alex Datcher), tem o poder de super força e habilidades de combate mão-a-mão superiores. Seu irmão, Silver Charge (Adam Marshall), é dotado de super velocidade, manipulação elétrica e magnetismo. Sua irmãzinha, Molly (Arreale Davis), tem visão de raio-x e calor. Seu avô, Steel Condor (Sherman Hemsley), tem super força, invulnerabilidade e voo (embora em sua velhice, ele voa mais devagar que os carros), e tem uma rixa contínua com o Superman. Sua avó, Doris (Joan Pringle), tem a capacidade de se transformar. Infelizmente, Scott não tem poderes e, se nenhum deles aparecer antes de seu aniversário de 14 anos, ele sera um garoto normal pelo resto da vida. Os Marshalls compartilham uma "fraqueza de super-herói", que é o papel alumínio.

## Elenco
- Michael J. Pagan – Scott Marshall/Guerreiro da Águia
- Robert Townsend – Jim Marshall/Águia de Bronze
- Alex Datcher – Judy Marshall/Mulher Guerreira
- Sherman Hemsley – Edward Marshall/Aço Condor
- Kasan Butcher – Adão Marshall/Carga de Prata
- Arreale Davis – Molly Marshall
- Kevin Connolly – Malcolm
- Olivia Burnette – Nina
- Ty Olsson – Barker
- Chris Marquette – Randy
- Jamie Renata Smith – Amy
- Scott Owen – Chegar
- Joan Pringle – Doris Marshall
- Nancy Sorel – Sra. Rosen
- Benita Ha – Ms. Parker